# 龜重溪

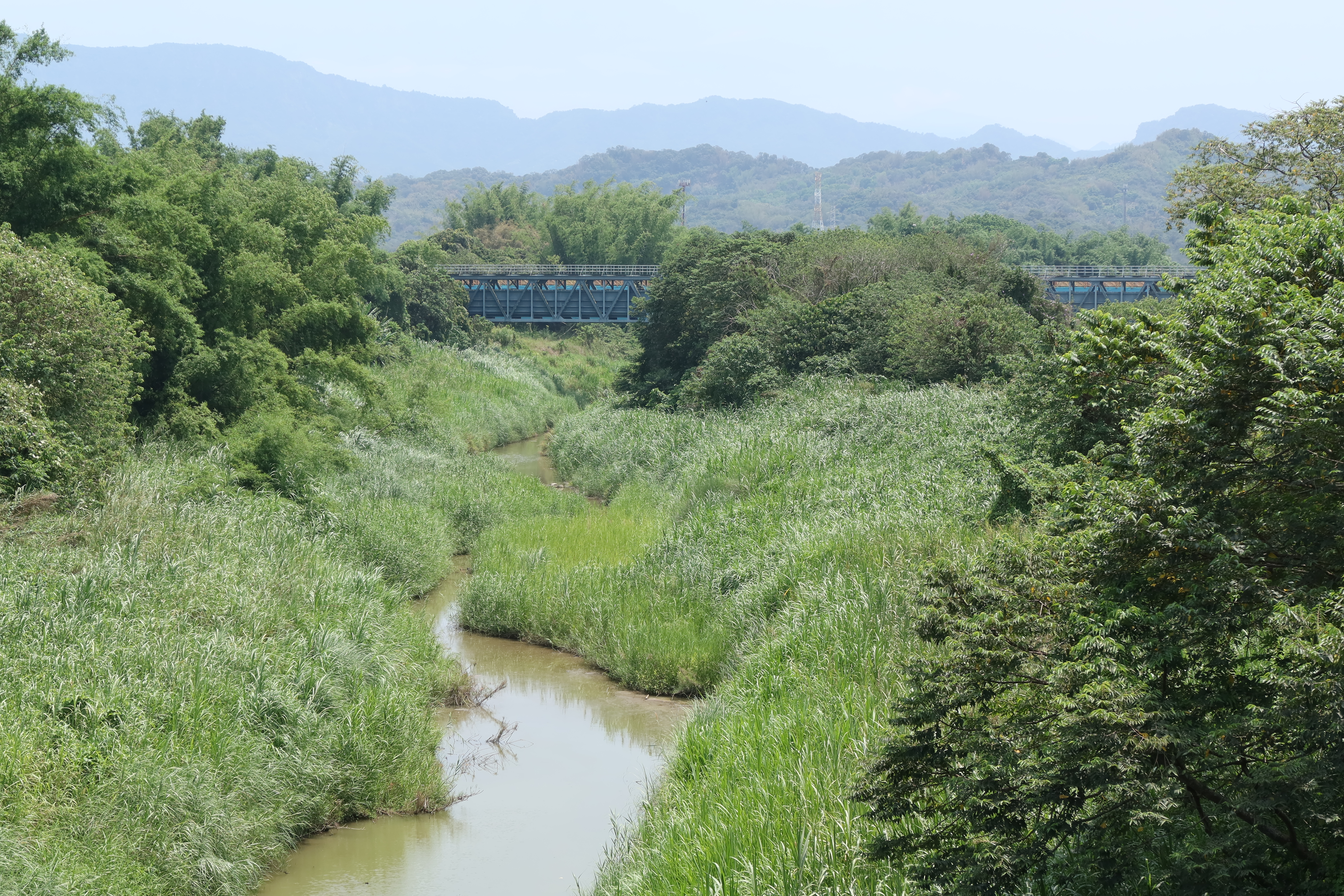
龜重溪，遠方的橋樑為嘉南大圳龜重溪渡槽橋

龜重溪為急水溪的支流，流經台南市境內柳營區、東山區，全長35公里。

## 主要橋樑及魚類
關嶺一號橋
位於龜重溪的上游地區，河道狹小，約只有5公尺，河岸兩旁植被茂密，水質清澈，底質是以大型岩石為主要組成，落差較大，水流較為湍急，大部份為小型潭區之地形，水深約在0.5～1.5公尺之間。9月份所測得水溫為23.5℃，pH8.43，溶氧98.1％，導電度444.2μS，濁度為2.6NTU。本測站發現有2魚種，一為台灣馬口魚，另一為南台吻鰕虎，其數量等級分別為〝豐富級〞及〝普遍級〞。
龍山橋
同樣位於龜重溪的上游，河岸狀況與關嶺一號橋相類似，但水質較混濁。7月份所測得水溫為26.3℃，pH8.77，溶氧110％，流速0.187m/s，導電度415.5μS，濁度為12.9NTU 。本測站同樣發現有2魚種，分別是台灣馬口魚數量等級是〝偶見級〞；南台吻鰕虎數量等級是〝普遍級〞。流到青山埤角莊天皇宮埤角橋，再流經高青合作農場的青山關聖橋，高原橋
再流經子龍廟前面的村協橋，青山五金行店後，再流入東原里行龜吊橋
再流經東原里雙溪。
雙溪橋
位於龜重溪的中上游地區，河道較為廣闊，約有10公尺寬。7月份所測得水溫為33.1℃，pH8.2，溶氧90％，水流小於0.1m/s，導電度544.7μS，濁度為3.7NTU。本測站總計發現有4魚種，分別是短吻鐮柄魚、台灣馬口魚、粗首鱲、南台吻鰕虎。其中以台灣馬口魚及較為優勢，數量等級都是〝普遍級〞，其餘2種等級則為〝偶見級〞。
土地公崎
位於龜重溪的中游地區，河道明顯較上游寬廣，約有20公尺。河堤兩岸為平緩的坡地，水質略濁，本河段多為淺瀨區之組成，還有一小型潭區，底質以礫石為主。9月份所測得水溫為29.3℃，pH7.71，溶氧39.9％，導電度675.6μS，濁度為14.3NTU 。本測站總計發現有5魚種，分別是鱸鰻、短吻鐮柄魚、粗首鱲、塘蝨魚、吳郭魚等。其中鱸鰻是保育魚種，而以吳郭魚最為優勢，其餘數量都不高。
忠義橋
位於龜重溪的下游地區，165號縣道，東山區的下方。河道很狹小，河堤兩岸都被開闢為農田用地，水質略混濁，河段多為淺灘，無水流，底質多為沙泥所組成。本測站發現有4魚種，分別是台灣石鮒、粗首鱲、鱧魚、極樂吻鰕虎，其中以台灣石鮒數量最多，等級為〝豐富級〞，而它是台灣平原性溪流的魚種，因污染的因素，在台灣溪流中已很少見，其餘3種等級皆為〝偶見級〞。

## 水利設施
尖山埤水庫位於旭山里山仔腳，水源來自於龜重溪的一條支流，為台糖公司新營總廠水源蓄水庫，也灌溉附近蔗田及農田。湖面遼闊，景色怡人，風景區有遊憩區，有露營區，烤肉區及公園，園區內遍植樟樹、白榕、楓香樹、相思樹漫步林間，微風輕拂，現轉型為風景遊樂區江南渡假村，湖光山色交通便利。